# Bandits of the Acoustic Revolution
Bandits of the Acoustic Revolution, ou BOTAR, est un collectif musical avec des influences Ska, Punk, classique et des styles de l'Europe de l'Est. Il se compose des anciens membres du Catch 22 : Tomas Kalnoky et Jamie Egan, en plus de Nick Afflitto, Marcy Ciuffreda, Rachel Goldstein, Layton Hayes, John Paul Jones, Achilles Kalnoky, Paul Lowndes, Chris Paszik, Mark Rendeiro, Dan Ross, Pete Sibilia, Shane Thomson et Natalia Ushak. À la différence d'autres groupes quasi-semblables d'aujourd'hui, qui combinent ska et punk, BOTAR ajoute un peu de musique classique pour prendre la forme d'un ensemble acoustique surprenant.
Bandits of the Acoustic Revolution peut être considéré comme un projet annexe au projet principal de Tomas Kalnoky : Streetlight Manifesto. Quelques-uns des membres de BOTAR font partie du Streetlight Manifesto. Depuis 2003, BOTAR est « en pause » tandis que Streetlight Manifesto est en tournée, mais il y a des projets pour de futurs enregistrements. Les deux groupes sont des membres du groupe de RISC.

## Membres
- Tomas Kalnoky (guitare, musique vocale, auteur)
- Jamie Egan (trombone)
- Nick Afflitto (trompette)
- Marcy Ciuffreda (violoncelle)
- Rachel Goldstein (alto, musique vocale)
- Layton Hayes (piano)
- John Paul Jones (trompette)
- Achilles Kalnoky (violon)
- Paul Lowndes (tambour)
- Chris Paszik (contrebasse)
- Mark Rendeiro (Klaxon)
- Dan Ross (saxophone baryton, saxophone alto)
- Pete Sibilia (saxophone ténor)
- Shane Thomson (conga, Timbales)
- Natalia Ushak (musique vocale)

## Discographie
- A Call to Arms (EP) (2001)